# Сан-Кошме-ду-Вале
Сан-Кошме-ду-Вале (порт. São Cosme do Vale; МФА: [ˈsɐ̃w ˈkoʒ.mɨ du ˈva.ɫɨ]) — парафія в Португалії, у муніципалітеті Віла-Нова-де-Фамалікан. Розташована в північно-західній частині країни, на теренах історичної португальської провінції Дору-Міню. Входить до складу округу Брага. За адміністративним поділом, чинним до 1976 року, терени парафії були складовою провінції Міню. Належить до Бразької архідіоцезії Католицької церкви. Патрон — Косма і Даміан. Площа — 6,2970 км². Населення — 3032 ос. (2011). Слабо урбанізований регіон. Густота населення — 481,5 осіб/км²
. Код — 031240.

## Назва
- Вале (Сан-Кошме) (порт. Vale (São Cosme)) — офіційна назва.

## Населення
| Кількість мешканців | Кількість мешканців | Кількість мешканців | Кількість мешканців | Кількість мешканців | Кількість мешканців | Кількість мешканців | Кількість мешканців | Кількість мешканців | Кількість мешканців | Кількість мешканців | Кількість мешканців | Кількість мешканців | Кількість мешканців | Кількість мешканців |
| ------------------- | ------------------- | ------------------- | ------------------- | ------------------- | ------------------- | ------------------- | ------------------- | ------------------- | ------------------- | ------------------- | ------------------- | ------------------- | ------------------- | ------------------- |
| 1864                | 1878                | 1890                | 1900                | 1911                | 1920                | 1930                | 1940                | 1950                | 1960                | 1970                | 1981                | 1991                | 2001                | 2011                |
| 1 005               | 910                 | 909                 | 970                 | 1 018               | 1 013               | 907                 | 1 354               | 1 568               | 1 969               | 2 315               | 2 610               | 2 989               | 3 054               | 3 032               |